# Weltmeisterschaften im Trampolinturnen 1966
Die 3. Turn-Weltmeisterschaften im Trampolinturnen fanden 1966 in Lafayette, Vereinigte Staaten statt.

## Ergebnisse

### Männer Einzel
| Rang | Land               | Turner            |
| ---- | ------------------ | ----------------- |
|      | Vereinigte Staaten | Wayne Miller      |
|      | Südafrika          | Spenser Wiggins   |
|      | Deutschland        | Michael Budenberg |

### Thumbling Männer
| Rang | Land               | Turner             |
| ---- | ------------------ | ------------------ |
|      | Vereinigte Staaten | Frank Forster      |
|      | Vereinigte Staaten | David Jacobs       |
|      | Vereinigte Staaten | Richards Wadsworth |

### Synchron Männer
| Rang | Land               | Turner                           |
| ---- | ------------------ | -------------------------------- |
|      | Vereinigte Staaten | David Jacobs Wayne Miller        |
|      | Südafrika          | Ian McNaughton Spenser Wiggins   |
|      | Deutschland        | Dieter Schultz Michael Budenberg |

### Damen Einzel
| Rank | Land               | Turnerin    |
| ---- | ------------------ | ----------- |
|      | Vereinigte Staaten | Judy Wills  |
|      | Vereinigte Staaten | Nancy Smith |
|      | Südafrika          | Sue Warns   |

### Thumbling Damen
| Rang | Land               | Turner          |
| ---- | ------------------ | --------------- |
|      | Vereinigte Staaten | Judy Wills      |
|      | Vereinigte Staaten | Donna Schaenzer |
|      | Südafrika          | Susan McDowell  |

### Synchron Damen
| Rang | Land               | Turner                     |
| ---- | ------------------ | -------------------------- |
|      | Vereinigte Staaten | Nancy Smith Judy Wills     |
|      | Deutschland        | Maria Jarosch Helga Flohl  |
|      | Südafrika          | Chariott Parietz Sue Warns |

### Medaillenspiegel
| Rang | Nation             | Gold | Silber | Bronze | Gesamt |
| ---- | ------------------ | ---- | ------ | ------ | ------ |
| 1    | Vereinigte Staaten | 6    | 3      | 1      | 10     |
| 2    | Südafrika          | -    | 2      | 3      | 5      |
| 3    | Deutschland        | -    | 1      | 2      | 3      |